# Astragalus dabanshanicus
Astragalus dabanshanicus es una especie de planta del género Astragalus, de la familia de las leguminosas, orden Fabales.

## Distribución
Astragalus dabanshanicus se distribuye por China (Qinghai).

## Taxonomía
Fue descrita científicamente por Y. H. Wu. Fue publicada en Acta Bot. Yunnan. 20(1): 35 (1998).